# Paraíso perdido
Paraíso perdido és una pel·lícula mexicana de thriller del 2016 dirigit per Humberto Hinojosa Ozcariz i protagonitzat per Ana Claudia Talancón, Iván Sánchez, Andrés Almeida i Raúl Briones.

## Sinopsi
Sofia, Mateo i Pedro són amics íntims que decideixen una escapada a les exòtiques i boniques illes del Carib mexicà en un veler. No saben que les vacances poden ser les últimes i que hauran de lluitar per la supervivència.

## Repartiment
- Ana Claudia Talancón - Sofia
- Iván Sánchez - Mateo
- Andrés Almeida - Pedro
- Raúl Briones - El niño

## Producció
La pel·lícula, inspirada en fets reals es va filmar a l'illa de Cozumel a Quintana Roo, Mèxic amb llum natural, en una embarcació de màxim vuit persones i en una zona verge plena de fauna salvatge. Fou estrenada l'11 de març de 2016 en 600 sales de cinema d'arreu del país.

## Premis i nominacions
En la 46a edició de les Diosas de Plata va rebre cinc nominacions: millor actriu, millor coactuació masculina, millor fotografia, millor música i millor edició.